# Eusterinx pseudoligomera
Eusterinx pseudoligomera är en stekelart som beskrevs av František Gregor Jr 1941. Eusterinx pseudoligomera ingår i släktet Eusterinx och familjen brokparasitsteklar. Inga underarter finns listade i Catalogue of Life.